# Иоанно-Предтеченский монастырь (Лядова)
Усекнове́нский ска́льный монасты́рь (укр. Усікновенський скельний монастир) — мужской монастырь Могилёв-Подольской епархии Украинской православной церкви, расположенный на скальной террасе 90-метровой горы, возвышающаяся над Днестром на его левом берегу близ села Лядова Винницкой области.

## История
По преданию, основанный в 1013 году преподобным Антонием Печерским, который возвращался с Афона и Константинополя в Киев. Он якобы сам себе вырубил в скале келью, которая до сих пор носит его имя. Это место особо почитаемым в монастыре. В память о нём в монастыре также назван «Антониев источник». Первое летописное упоминание о монастыре относится к 1159 (рассказ о походе князя Ивана Берладника на Нинизье).

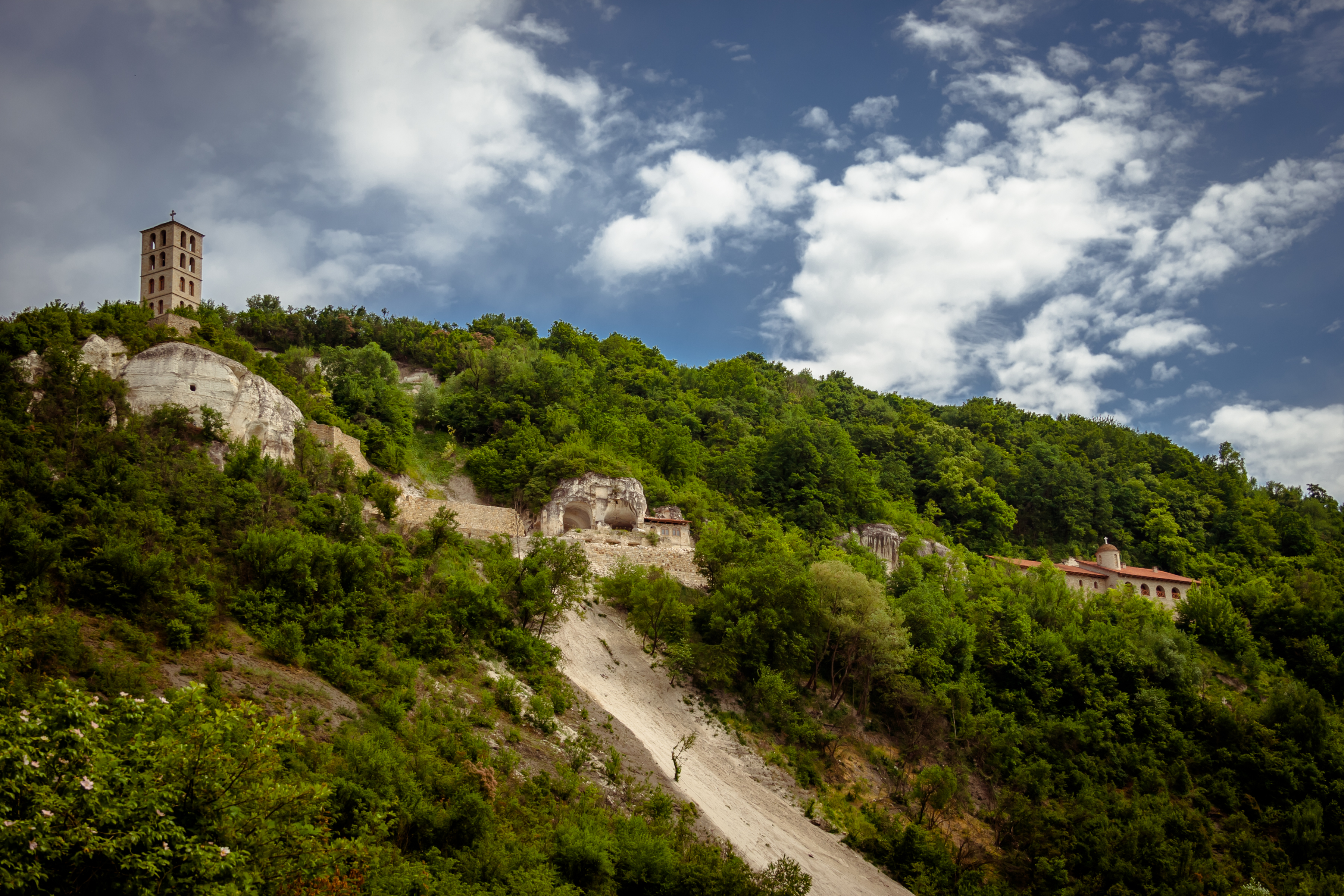
Вид на Лядовский мужской монастырь

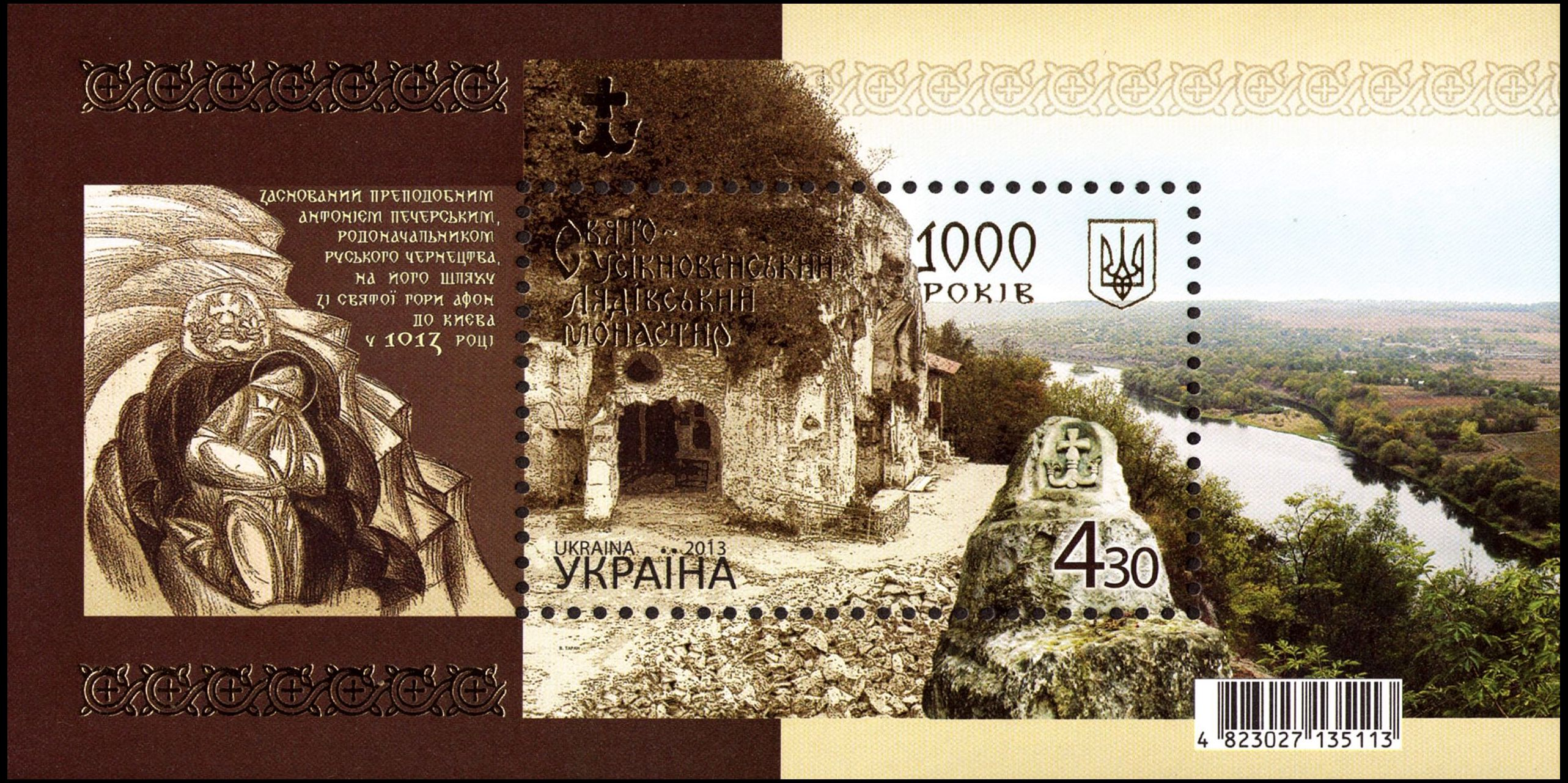
На почтовом блоке, выпущенном Укрпочтой в 2013 году в честь 1000-летия монастыря.

В 1649 году игумен Лядовского монастыря Павел с иеромонахом Никифором стали первыми послами Богдана Хмельницкого к московскому царю Алексею Михайловичу.
После османского завоевания Подолья в 1672 году монастырь на 27 лет приостановил своё существование. После изгнания османов на территории монастыря были освящены две новые скальные церкви — Усекновение главы святого Иоанна Предтечи и святой великомученицы Параскевы Пятницы.
В XVIII году монастырь принял унию и принадлежал василиянам. Его закрыли 1745 года.
В XIX веке монастырь был восстановлен как православный. В то время монастырский ансамбль состоял из трёх пещерных церквей: Усекновения главы Иоанна Предтечи, Параскевы Пятницы и Антония Печерского. Церкви Иоанна Предтечи и Параскевы Пятницы были размещены в двух смежных гротах со сложной в плане конфигурацией и соединены проходом. В 1848 году к церкви Иоанна Предтечи пристроили придел, в верхнем ярусе которого была устроена колокольня. Рядом с этими церквями была расположена грот-церковь Антония Печерского (1894).
В конце XIX века пещеры были закрыты новой приходской церковью святого Николая — двухэтажной квадратной сооружением с низким восьмигранным верхом. В те времена монастырь славился древней чудотворной иконой «Обнаружение главы Иоанна Предтечи».
В 1930-х годах главные монастырские церкви разрушили и осквернили большевики. Часть монастырских книг и икон передали церкви села Слобода-Ярышевская, а часть их (в том числе уникальные иконы, написанные на цинковых пластинах киевским художником Дудкевичем) было разворовано и безвозвратно потеряно.
В 1998 году монастырь возобновила группа монахов Почаевской лавры.

## Література
- Антонович В. Б. О скальных пещерах на берегу Днестра. — Труды 6-го археологического съезда, Москва, 1886. — т. 1. — с. 87-102.
- Стефановский В. Село Лядава Могилёвского уезда и освящение Лядавской пещерной церкви. — Подольские епархиальные ведомости. — 1895. — № 5. — с. 148—158; № 6 — с. 182—185.
- Гросул-Толстой П. Замечательные места Днестровского побережья. — Киевлянин. — 1975. — № 51-53, 56.